# 2005 GY206
2005 GY206, também escrito como 2005 GY206, é um objeto transnetuniano que está localizado no Cinturão de Kuiper, uma região do Sistema Solar. Este corpo celeste é classificado como um provável plutino, pois, o mesmo está em uma ressonância orbital de 2:3 com o planeta Netuno. Ele possui uma magnitude absoluta de 7,7 e tem um diâmetro estimado com 127 km.

## Descoberta
2005 GY206 foi descoberto no dia 11 de abril de 2005 pelos astrônomos H. G. Roe, M. E. Brown e K. M. Barkume.

## Órbita
A órbita de 2005 GY206 tem uma excentricidade de 0,124 e possui um semieixo maior de 39,713 UA. O seu periélio leva o mesmo a uma distância de 34,785 UA em relação ao Sol e seu afélio a 44,641 UA.